# Микитин Теодор Дмитрович
Микитин Теодор (Теодор Дмитрович Микитин; 29 вересня 1913, м. Радехів, тепер Львівської області — †7 січня 1995, м. Львів — український письменник і бібліограф.

## Трудовий та творчий життєпис
Закінчив Львівський університет (1939). Учасник Другої світової війни. Учителював, займався науковою працею — завідував відділом бібліографії наукової бібліотеки Львівського університету.
Довгі роки його ім'я з'являлося лише на обкладинках наукових збірників та бібліографічних покажчиків. Вдалий дебют у 1939 книжкою «Нові люди» надихнув Теодора Микитина на вивчення історії рідного краю. Особливо зацікавлює автора історія Прикарпаття. Галицько-Волинському князівству присвячені його повісті «Під мурами Львова» (1958), «Не пощербились мечі» (1960), «Полки йдуть на Галич» (1965), «Над Кодаком» (1970), «Данило Нечай» (1983), «На Чорному морі, на білому камені» (1986).
Яскрава сторінка історії — боротьба селянства Східної Галичини під проводом Івана Мухи стала основою його повісті «Спалах у темряві». В ній письменник не оминув своєю увагою й минуле Покуття, зокрема, перше в Європі антифеодальне повстання 1490−1492 рр. українських і молдавських селян під проводом ватажка Мухи проти польської шляхти. Селянський виступ розпочався в Коломийському та Снятинському повітах. Охопив Північну Буковину, Галичину, Західне Поділля. Близько десяти тисяч повсталих здобули Снятин, Коломию, Галич і рушили на Львів. Польський уряд створив ополчення шляхти Руського воєводства. А король Казимир IV Ягеллончик найняв для походу проти бунтівників прусські війська. Влітку біля Рогатина основні сили повстанців були розбиті королівськими військами. Невеликий загін повсталих на чолі з Мухою відступив на Покуття в райони Коломиї та Снятина, а пізніше — до Північної Буковини.
Навесні 1491 повстанський рух очолив А. Боруля. За однією із версій — під цим ім'ям виступав Муха. Сутички повсталих з польською шляхтою тривали на Покутті упродовж 1491−1492 рр. Поблизу Галича 1492 загін шляхти напав на повстанців і розсіяв їх. Муха був схоплений і ув'язнений у краківській тюрмі, де невдовзі помер від катувань.
А у книзі «Полковник Семен Височан» (1968) Теодор Микитин змальовує визвольну війну українського народу 1648–1654 рр., яку на Прикарпатті очолив уродженець с. Вікторова Галицького району Семен Височан.
Ряд його повістей, написаних на теми з історії Стародавнього світу, увійшли до збірки «Крізь бурі» (1976). Теодору Микитину належать також повісті «Нові люди» (1939), «Над голубими плесами» (1962), «Писар Імхотеп» (1989) й ін.
Він уклав бібліографічні покажчики «Антон Семенович Макаренко» (1963), «400 років вітчизняного книгодрукування» (1964, обидва — разом із М. Бутриним) та ін.
Помер у Львові, похований на 30 полі Янівського цвинтаря.

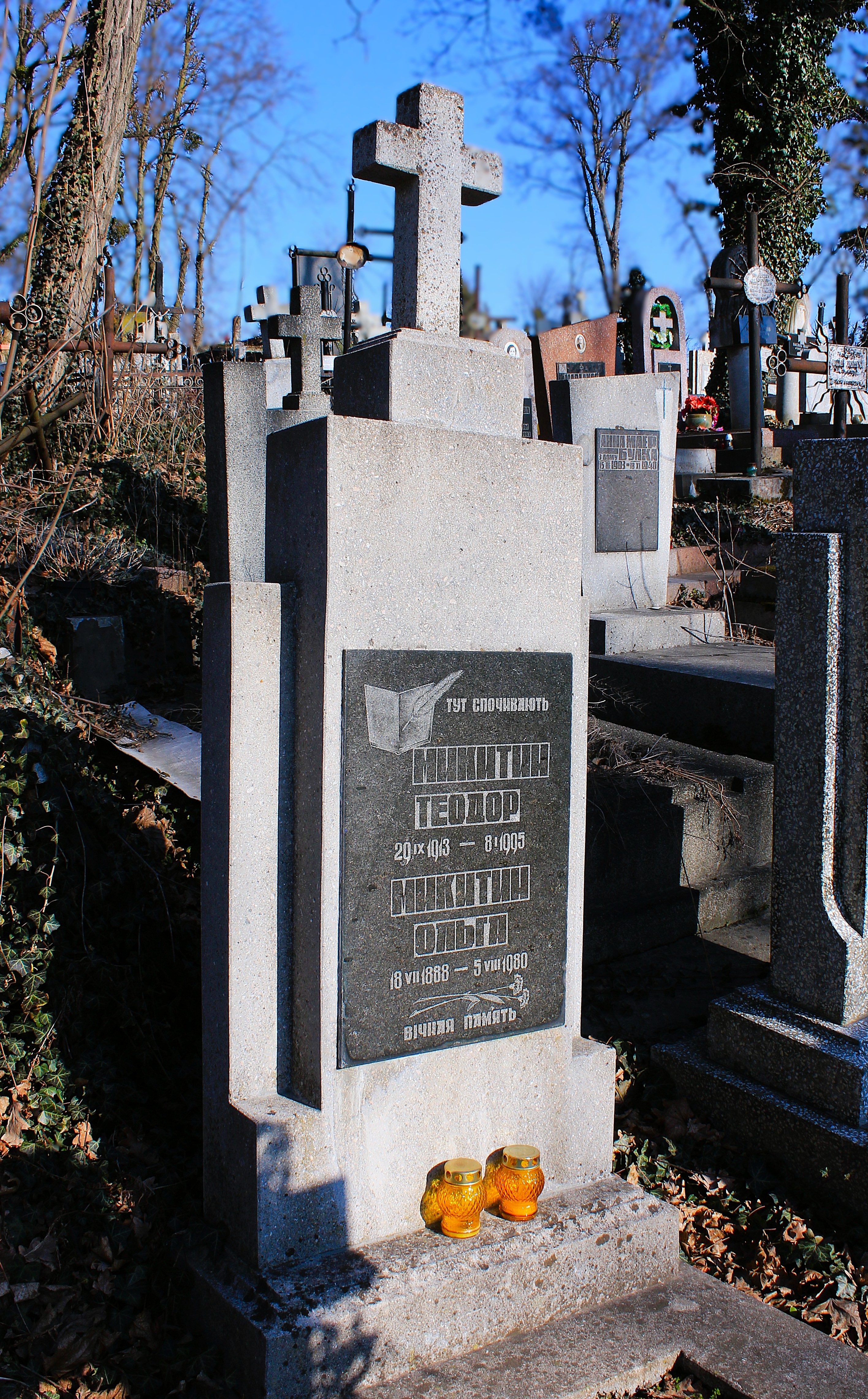
Нагробок на могилі письменника Теодора Микитина.

## Окремі видання
- «Нові люди» (1939),
- «Під мурами Львова» (1958),
- «Не пощербились мечі» (1960),
- «Над голубими плесами» (1962),
- «Полки йдуть на Галич» (1965),
- «Полковник Семен Височан».— Львів, Каменяр, 1968 р.,168 с.
- «Над Кодаком» (1970),
- «Крізь бурі» (1976),
- «Данило Нечай» (1983),
- «На Чорному морі, на білому камені» (1986),
- «Писар Імхотеп» (1989)
- «Полковник Семен Височан» (1993),
- «Дума про полковника Нечая» (1993)

## Твори
- Теодор Микитин. Твори